# Polët
Polët è un satellite artificiale sovietico ASAT realizzato nei primi anni 60 da Vladimir Nikolaevič Čelomej. Complessivamente, furono effettuati due lanci prima che il programma fosse trasferito a Sergej Pavlovič Korolëv. Quest'ultimo realizzò una versione modificata, chiamata IS-A, che fu poi quella che entrò realmente in servizio.

## Tecnica
Il Polët era la prima versione dell'intercettore ASAT, utilizzato come banco prova per valutare il funzionamento delle tecnologie. Tecnicamente, era composto da tre sezioni:
- sezione cilindrica con i sistemi di guida;
- sezione con i propulsori, ed i relativi serbatoi per il combustibile (di forma sferica);
- sezione con la testata esplosiva, posta davanti.

Il perigeo era di 300 km, mentre l'apogeo raggiungeva i 1.420, L'inclinazione era di 59 gradi, e la massa di 1.400 kg.
Per il lancio era previsto l'utilizzo di un vettore UR-200, ma si ripiegò su un Sojuz R-7 visto che lo sviluppo del razzo procedeva a rilento.

## Prove
Complessivamente, ne furono lanciati due, prima che il programma venisse tolto a Čelomej e trasferito a Korolëv. I lanci furono effettuati presso il cosmodromo di Bajkonur, con vettori Sojuz, e furono entrambi coronati da successo.
- 1º novembre 1963: Polët 1. Il lancio fu un grande successo, visto che il satellite eseguì tutte le manovre, con tanto di accensioni multiple del propulsore e degli stabilizzatori.
- 12 aprile 1964: Polët 2.